# 帕拉库鲁
帕拉库鲁（葡萄牙語：Paracuru）是巴西塞阿拉州的一个市镇。总面积303.253平方公里，总人口30595人，人口密度100.9人/平方公里。